# Un altro mondo (romanzo Jo Walton)
Un altro mondo (Among Others) è un romanzo fantasy del 2011 della scrittrice gallese-canadese Jo Walton, pubblicato originariamente da Tor Books. È stato pubblicato nel Regno Unito da Corsair (Constable & Robinson). Ha vinto il premio Nebula nel 2012 come miglior romanzo, il premio Hugo per il miglior romanzo e il British Fantasy Award ed è stato candidato al World Fantasy Award come miglior romanzo. È stato tradotto in italiano per l'editore Gargoyle nel 2013 da Benedetta Tavani, e ripubblicato nel 2025 con il titolo Fra gli altri da Ne/oN Libri.

## Trama
Il romanzo è presentato come il diario di Morwenna (Mori), una quindicenne gallese, appassionata di fantascienza e fantasy, negli anni 1979 e 1980. Lei e la sorella gemella Morgana hanno magicamente impedito alla madre di prendere il controllo di esseri magici che vedono come fate, ma la madre ha poi causato un incidente in cui sua sorella rimane uccisa e le causa una disabilità alla gamba. E' consapevole che lei e Morgana hanno letteralmente salvato il mondo, ma nessun altro lo sa o se ne preoccupa.
Cercando di nascondersi dalla madre impazzita e non potendo più essere ospitata dal nonno (ricoverato in una struttura di assistenza) si rifugia presso il padre e le tre sorellastre in una località dell'Inghilterra occidentale. Separata tragicamente dalla sorella e privata della gioia della corsa e della natia campagna gallese, Mori deve riconciliarsi con la sua nuova vita di emarginata disabile e senza amici. Il raggiungere questo obiettivo si immerge nella lettura dei libri fantascienza e fantasy, che sono anche l'unico legame con il padre di cui condivide la passione.

## Genesi, ambientazione, stile narrativo
Questo è il nono romanzo pubblicato dall'autrice gallese Jo Walton. Fu scritto in 36 giorni nel 2008 tra il 29 febbraio e il 29 maggio. Walton descrive il romanzo come semi-autobiografico, descrivendo l'"esperienza di maturare con i soli libri come amici e conforto", che poi ha scoperto essere un sentimento insospettatamente comune tra i lettori. L'autrice condivide con la protagonista anche l'esperienza di essere stata una studentessa gallese in un collegio inglese e di aver camminato con un bastone e di aver vissuto in Galles all'incirca nello stesso periodo. Walton ha trasposto la propria esperienza di vita con una madre schizofrenica paranoica per raffigurare la madre del personaggio principale del romanzo.
Il romanzo combina le caratteristiche di un romanzo fantasy e quello della storia di formazione. È un romanzo epistolare, presentato come una serie di voci di diario di una ragazza adolescente che elencano cronologicamente le preoccupazioni della propria vita, che vanno da preoccupazioni mondane come il voto di matematica e l'esperienza di acquistare il primo reggiseno a quello di eseguire una magia rituale per permettere ai morti di passare nell'altra vita. Il libro descrive l'alternarsi di accettazione e rifiuto delle percezioni di Mori sulla magia e le fate. Walton ha affermato che era sua intenzione che la magia apparisse nel romanzo come reale e che tale ambiguità non fosse intenzionale, sebbene sia stato ampiamente percepita dai lettori.
Il romanzo esplora esplicitamente la questione della responsabilità morale nel fare la magia. Mentre il romanzo progredisce, Mori arriva a sentire che l'eco della magia nelle persone che la circondano e la sua capacità di privarli del libero arbitrio è inaccettabile e si impegna a usare la magia solo come protezione. Il libro esplora anche la capacità dei libri di fornire speranza nei momenti di dolore e oscurità.
Il titolo originale suggerisce anche il tema di percorrere la propria strada in un mondo in cui ci si sente estranei. "Alterità" è il nocciolo della storia. Nel suo collegio inglese, Mori si differenzia dai suoi coetanei in molti aspetti: è gallese, è disabile, è l'unica studentessa a cui piace la lettura (spesso resta sola con la bibliotecaria), ed è (escluse la sorella e la madre) l'unica persona in grado di vedere e comunicare con le fate, almeno fino a quando non donerà a Wim, il suo ragazzo, questa abilità.